# Campeonato mundial A de hockey patines masculino de 1972
El XX Campeonato mundial de hockey sobre patines masculino se celebró en España en 1972, con la participación de doce Selecciones nacionales masculinas de hockey patines. Todos los partidos se disputaron en la ciudad de La Coruña.
Toda la competición se disputó en el formato de liga, enfrentándose entre sí las doce selecciones y ordenándose la clasificación final según los puntos obtenidos.

## Equipos participantes
De las 12 selecciones nacionales participantes del torneo, 6 son de Europa, 3 de América, 1 de Asia y 2 de Oceanía.
| Alemania Occidental |
| Argentina           |
| Australia           |
| Bélgica             |
| Chile               |
| España              |
| Estados Unidos      |
| Italia              |
| Japón               |
| Nueva Zelanda       |
| Países Bajos        |
| Portugal            |

## Resultados
|            | Bandera de Alemania | Bandera de los Países Bajos | Bandera de Japón | Bandera de Nueva Zelanda | Bandera de Australia | Bandera de Estados Unidos | Bandera de Bélgica | Bandera de Chile | Bandera de Portugal | Bandera de España | Bandera de Argentina | Bandera de Italia |
| ---------- | ------------------- | --------------------------- | ---------------- | ------------------------ | -------------------- | ------------------------- | ------------------ | ---------------- | ------------------- | ----------------- | -------------------- | ----------------- |
| Alemania   |                     |                             |                  |                          |                      |                           |                    |                  |                     |                   |                      |                   |
| Holanda    | 2-4                 |                             |                  |                          |                      |                           |                    |                  |                     |                   |                      |                   |
| Japón      | 0-12                | 1-10                        |                  |                          |                      |                           |                    |                  |                     |                   |                      |                   |
| N. Zelanda | 2-12                | 2-11                        | 3-2              |                          |                      |                           |                    |                  |                     |                   |                      |                   |
| Australia  | 1-7                 | 3-10                        | 5-1              | 3-2                      |                      |                           |                    |                  |                     |                   |                      |                   |
| EE. UU.    | 4-6                 | 3-8                         | 9-2              | 2-2                      | 5-1                  |                           |                    |                  |                     |                   |                      |                   |
| Bélgica    | 3-12                | 3-5                         | 9-2              | 9-2                      | 5-4                  | 1-5                       |                    |                  |                     |                   |                      |                   |
| Chile      | 4-8                 | 0-2                         | 3-2              | 11-2                     | 3-1                  | 4-1                       | 10-3               |                  |                     |                   |                      |                   |
| Portugal   | 3-2                 | 10-1                        | 16-1             | 7-3                      | 21-0                 | 4-2                       | 4-1                | 7-2              |                     |                   |                      |                   |
| España     | 3-0                 | 8-1                         | 14-0             | 20-0                     | 18-3                 | 16-1                      | 15-2               | 10-3             | 4-0                 |                   |                      |                   |
| Argentina  | 2-1                 | 2-5                         | 5-0              | 6-1                      | 10-3                 | 5-0                       | 3-3                | 9-0              | 2-0                 | 0-2               |                      |                   |
| Italia     | 0-5                 | 3-2                         | 5-0              | 8-0                      | 7-2                  | 4-3                       | 1-1                | 7-3              | 0-3                 | 1-2               | 1-1                  |                   |

## Clasificación Final
| Posición | Equipo         | Pts | PJ | PG | PE | PP | GF  | GC | DG  |
| -------- | -------------- | --- | -- | -- | -- | -- | --- | -- | --- |
|          | España         | 22  | 11 | 11 | 0  | 0  | 112 | 11 | 101 |
|          | Portugal       | 18  | 11 | 9  | 0  | 2  | 75  | 18 | 57  |
|          | Argentina      | 16  | 11 | 7  | 2  | 2  | 45  | 15 | 30  |
| 4        | Alemania       | 16  | 11 | 8  | 0  | 3  | 69  | 24 | 45  |
| 5        | Italia         | 14  | 11 | 6  | 2  | 3  | 37  | 22 | 15  |
| 6        | Holanda        | 14  | 11 | 7  | 0  | 4  | 57  | 39 | 18  |
| 7        | Chile          | 10  | 11 | 5  | 0  | 6  | 43  | 52 | -9  |
| 8        | Bélgica        | 8   | 11 | 3  | 2  | 6  | 40  | 63 | -23 |
| 9        | Estados Unidos | 7   | 11 | 3  | 1  | 7  | 35  | 53 | -18 |
| 10       | Australia      | 4   | 11 | 2  | 0  | 9  | 26  | 89 | -63 |
| 11       | Nueva Zelanda  | 3   | 11 | 1  | 1  | 9  | 18  | 91 | -73 |
| 12       | Japón          | 0   | 11 | 0  | 0  | 11 | 11  | 91 | -80 |